# Christopher Finch-Hatton (16e comte de Winchilsea)
Christopher Denys Stormonte Finch-Hatton (17 novembre 1936 - 26 juin 1999) est le 16e comte de Winchilsea et le 11e comte de Nottingham ainsi qu'un membre de la famille américaine Vanderbilt par l'intermédiaire de sa grand-mère maternelle, Gladys Vanderbilt Széchenyi. Il accède aux titres en 1950 à la mort de son père, Christopher Finch-Hatton (15e comte de Winchilsea).

## Jeunesse
Finch-Hatton est le fils de Christopher Finch-Hatton, 15e comte de Winchilsea et de la comtesse Gladys Széchényi Sárvár-Felsövidék. Les grands-parents paternels de Finch-Hatton sont Guy Finch-Hatton (14e comte de Winchilsea) et Margaretta Armstrong Drexel, la fille du banquier Anthony Joseph Drexel de Philadelphie et un survivant du SS Athenia . Les grands-parents maternels de Finch-Hatton sont le comte László Széchenyi (en) et Gladys Vanderbilt Széchenyi. Vanderbilt est la septième et plus jeune enfant d'Alice Claypoole Vanderbilt et de Cornelius Vanderbilt II, président du New York Central Railroad. Gladys grandit dans la maison familiale de la Cinquième Avenue à New York et dans leur «chalet» d'été, The Breakers, à Newport, Rhode Island . Ses parents divorcent en 1946. Le 17 juin 1946, son père se remarie avec Agnes Mary Conroy, fille de Patrick Joseph Conroy.
Finch-Hatton fréquente le Collège d'Eton puis Gordonstoun School à Moray, en Écosse. À l'âge de 13 ans, il hérite des titres de comte de Winchilsea et de Nottingham à la mort de son père .

## Carrière
Après son service national dans la Royal Navy, il s'installe aux États-Unis et passe quelques années à vivre, et parfois à travailler, là-bas quand il est dans la vingtaine et qu'il est censé avoir conservé un grand amour des gens et des choses américaines toute sa vie.
Après son mariage et son retour en Angleterre, Winchilsea prend son siège à la Chambre des lords pour donner au libéralisme la représentation politique qui faisait défaut à la Chambre des communes. Il siège à la Chambre des lords en tant que pair libéral démocrate pendant plus de 20 ans. On a dit qu'il était ravi lorsque sa circonscription d'origine a été remportée par les libéraux démocrates en 1997 .
Il est connu pour son travail de promotion des intérêts des déplacés sahraouis. Depuis 1975, le peuple sahraoui vit dans des camps de réfugiés près de Tindouf, dans la partie algérienne du Sahara, dans l'attente d'une résolution du processus de décolonisation au Sahara espagnol. L'Espagne a permis aux Marocains d'annexer leur ex-colonie, mais la plupart de la population indigène a fui plutôt accepter un fait accompli. En 1987, il dénonce publiquement la visite d'État du roi du Maroc en Grande-Bretagne et fait impliquer l'ancien président américain Jimmy Carter, et à travers lui James Baker, ancien secrétaire d'État, dans le processus de règlement du conflit du Sahara occidental sous les auspices des Nations unies .
Finch-Hatton aide à fonder, organiser et promouvoir le Sahrawi Refugee Aid Trust au Royaume-Uni, ce qui permet la création de plus de 10 convois Rainbow Rover. Les convois sont composés de Land Rover, peints aux couleurs de l'arc-en-ciel, et transportaient des fournitures médicales et alimentaires indispensables aux camps .

## Vie privée
En 1962, Finch-Hatton épouse Shirley Hatfield et achète South Cadbury House dans le sud-est du Somerset . Ensemble, ils ont:
1. Daniel Finch-Hatton (17e comte de Winchilsea) (né en 1967), qui épouse Shelley Amanda Gillard
2. Lady Alice Nan Christine Finch-Hatton (née en 1970)

Finch-Hatton est décédé le 26 juin 1999 et son fils Daniel Finch-Hatton hérite de ses titres et de son siège à la Chambre des lords. Cependant, son fils perd ce siège en 1999 lorsque la House of Lords Act 1999 est mise en œuvre .